# Going Backwards
Going Backwards este o melodie a trupei britanice Depeche Mode, lansată ca single în anul 2017. Acesta este al doilea single de pe cel de-al 14-lea album de studio al trupei, Spirit. Designul copertei a fost realizat de Anton Corbijn. Videoclipul a fost lansat la 22 iunie 2017 și reprezintă o înregistrare live în studio.

## Lista trackurilor
- Digital single[2]

1. "Going Backwards" (Album Version) – 5:43
2. "Going Backwards" (Highline Sessions Version) – 5:27

- CD single / digital download

1. "Going Backwards" (Radio Edit) – 3:51
2. "Going Backwards" (Chris Liebing Mix) – 9:07
3. "Going Backwards" (Solomun Extended Radio Remix) – 8:25
4. "Going Backwards" (The Belleville Three Full Vocal Mix) – 6:44
5. "Going Backwards" (Point Point Remix) – 4:32
6. "Going Backwards" (Chris Liebing Burn Slow Mix) – 7:08
7. "Going Backwards" (Maya Jane Coles Remix) – 5:57
8. "Poison Heart" (Soulsavers Re-Work) – 3:45

- Double LP Vinyl single

1. "Going Backwards" (Chris Liebing Mix) – 9:07
2. "Going Backwards" (Solomun Club Remix) – 7:53
3. "Going Backwards" (The Belleville Three Deep Bass) – 5:58
4. "Going Backwards" (Chris Liebing Burn Slow Mix) – 7:08
5. "Going Backwards" (Point Point Remix) – 4:32
6. "You Move" (Latroit Remix) – 4:17
7. "Poison Heart" (Soulsavers Re-Work) – 3:45

- Claptone Remix

1. "Going Backwards" (Claptone Remix) – 6:44

## Echipa de producție
- David Gahan - voce
- Martin Gore - chitară, clape, sintetizator, backing vocal
- Andrew Fletcher - clape, sintetizator, backing vocal
- James Ford - tobe
- Kurt Uenala, Matrixxman - programming